# Ryūsei Saitō
Ryūsei Saitō (japanisch 齊藤 隆成 Saitō Ryūsei; * 30. April 1994 in Tondabayashi) ist ein japanischer Fußballspieler.

## Karriere
Ryūsei Saitō erlernte das Fußballspielen in der Jugendmannschaft vom Kyoto Sanga FC. Seinen ersten Vertrag unterschrieb er 2013 bei Kyoto Sanga FC. Der Verein spielte in der zweithöchsten Liga des Landes, der J2 League. Im Juni 2013 wurde er an den Sagawa Printing Kyoto ausgeliehen. 2015 wurde er an den FC Osaka ausgeliehen. 2016 kehrte er zu Kyoto Sanga FC zurück. 2017 wechselte er zum Ligakonkurrenten Mito HollyHock. 2018 wechselte er zum Drittligisten Fujieda MYFC. Für den Verein absolvierte er 19 Ligaspiele. Nach Vertragsende war er vom 1. Februar 2019 bis 30. Juni 2019 vertrags- und vereinslos. Am 1. Juli 2019 nahm ihn sein ehemaliger Verein FC Osaka wieder unter Vertrag. Am Ende der Saison wurde er mit Osaka Vizemeister der vierten Liga und stieg somit in die dritte Liga auf.